# Lerista axillaris
Lerista axillaris este o specie de șopârle din genul Lerista, familia Scincidae, descrisă de Storr 1991. Conform Catalogue of Life specia Lerista axillaris nu are subspecii cunoscute.